# Brun navelrödling
Brun navelrödling (Entoloma rusticoides) är en svampart som först beskrevs av Claude-Casimir Gillet, och fick sitt nu gällande namn av Machiel Evert ("Chiel") Noordeloos 1981. Brun navelrödling ingår i släktet Entoloma och familjen Entolomataceae.  Arten är reproducerande i Sverige. Inga underarter finns listade i Catalogue of Life.